# Andrzej Tyzenhauz
Andrzej Tyzenhauz herbu Bawół (zm. 8 lutego 1673 roku) – łowczy litewski w latach 1667–1673, starosta szmeltyński w latach 1650–1673, starosta uświacki, starosta wendeński w latach 1651–1673.
Poseł sejmiku wendeńskiego na sejm 1658, 1659 roku, poseł sejmiku dziewłtowskiego na sejm 1661 roku, poseł sejmiku pozwolskiego na sejm 1662, 1665, 1667, sejm nadzwyczajny 1668, sejm abdykacyjny 1668 roku. Poseł z Inflant na sejm konwokacyjny 1668 roku. Był członkiem konfederacji generalnej zawiązanej 5 listopada 1668 roku na tym sejmie. Na sejmie 1662 roku wyznaczony z Koła Poselskiego komisarzem do zapłaty wojsku Wielkiego Księstwa Litewskiego.
Książę Bogusław Radziwiłł w spisanym w 1668 roku testamencie uczynił go jednym z dwunastu opiekunów swej jedynej córki Ludwiki Karoliny Radziwiłłówny.